# Спрингдејл (Арканзас)
Спрингдејл (енгл. Springdale) град је у САД у савезној држави Арканзас који се налази на граници округа Вашингтон и Бентон. Према процени из 2006.-те у граду је живело 60.096 становника.
У овом граду се налази главни штаб највећег произвођача меса на свету, Тајсон Фудса. У Спрингдејлу се такође налази сједиште једне од највећих фирма за производњу нафте у Арканзасу.

## Географија
Површина Спрингдејла је 81,1 km², од чега је 81,1 km² копна, а само 0,03% је водених површина.

## Демографија
Према попису становништва из 2000.-те године у граду је било 45.798 становника, 16.149 домаћинстава и 11.853 породица. Густина насељености је била 564,9 становника./km². Било је 16.962 стамбених јединица са просечном густином од 541,9 јединица по км². Расни састав града је био 81,62% белаца, 0,82% црнаца или Афроамериканаца, 0,94% Индијанаца, 1,69% азијата, 1,55% пореклом са пацифичких острва, 11,09% других раса, и 2,29% из једне или више раса. 19,66% становника су Хиспанци.
Према попису из 2000.-те у граду је била једна од највећих заједница становника са Маршалских Острва. У Спрингдејлу њих је било око 4.000.
Од 16.149 домаћинстава 38,8% је имало децу испод 18 година који су живели са њима, 58,2% су били парови супружника који живе заједно, 10,5% су имале женску главу породице без присутног супружника, док 26,6% нису биле породице. 22% домаћинстава су чинили појединци, а 8,6% је имало некога старог 65 или више година ко је живео сам. Просечна величина домаћинства је била 2,80, а просечна величина породице је била 3,26.
Становништво је било раширено по старости. 29% је било млађе од 18 година, 10,7% је било између 18 и 24 година, 31,4% између 25 и 44 година, 18,7% између 45 и 64 година, и 10,2% са 65 или више година. Средња старост је била 31 година. На сваких 100 жена било је 98,5 мушкараца; на сваких 100 жена старих 18 или више година, било је 96,4 мушкараца.
Средња годишња примања домаћинства у граду су била $ 36.729, док су средња годишња примања за породицу била $ 42.170. Мушкарци су имали средња примања од $27.822, жене $21.082. Примања по глави становника су била $16.855. Приближно 8,8% породица и 12,5% становништва је било испод границе сиромаштва, укључујући и 16,7% оних испод 18 година и 7,9% оних старих 65 и више година.
| Година | Становништво |
| ------ | ------------ |
| 1900   | 900          |
| 1940   | 3.300        |
| 1960   | 11.900       |
| 1970   | 16.800       |
| 1980   | 23.500       |
| 1990   | 29.900       |
| 2000   | 45.798       |

## Становништво
| Група             | 2000. | 2010. |
| Белци             |       |       |
| Афроамериканци    |       |       |
| Азијати           |       |       |
| Хиспаноамериканци |       |       |
| Укупно            |       |       |